# Рейтер, Иван Николаевич
Иван Николаевич Рейтер (1837—1903) — генерал-лейтенант, Тифлисский комендант, герой русско-турецкой войны 1877—1878 годов.

## Биография
Родился 2 (14) сентября 1837 года, сын отставного полковника Николая Богдановича Рейтера.
Образование получил в частном учебном заведении, по окончании которого 25 сентября 1852 года вступил в военную службу юнкером.
Служил в Кавказских войсках и в 1853—1855 годах принимал участие в военных действиях против турок на Кавказе. В 1855 году за отличие был произведён в прапорщики (со старшинством от 24 июля 1854 года).
По окончании Восточной войны Рейтер остался на Кавказе и неоднократно находился в делах с горцами. 22 июля 1859 года за отличие был произведён в подпоручики и в 1862 году награждён орденом св. Станислава 3-й степени с мечами и бантом.
При покорении Западного Кавказа Рейтер вновь отличился, 21 августа 1863 года получил чин поручика и 1 сентября 1865 года стал штабс-капитаном, 31 марта 1868 года произведён в капитаны.
3 февраля 1871 года Рейтер был произведён в майоры и выведен за штат Кавказских войск для обустройства личных дел. 3 февраля следующего года он вернулся в строй и был назначен командиром 3-го батальона в 16-м гренадерском Мингрельском полку, которым командовал во всё время русско-турецкой войны 1877—1878 годов; накануне этой войны он был награждён орденом Св. Анны 3-й степени. За отличие в бою под аулом Субботан Рейтер был 10 сентября 1877 года награждён золотой саблей с надписью «За храбрость»; 12 июня 1878 года Рейтер был награждён орденом Св. Георгия 4-й степени. В донесении об отличии было сказано:
В ночь с 30-го сентября на 1-е октября, ему было предписано занять, с вверенным ему 3-м батальоном Мингрельского гренадерского полка и дивизионом 5-й батареи Кавказской гренадерской артиллерийской бригады, редут между Авлиаром и г. Б. Ягны и держаться в нём. Выступив в 3 часа ночи, он ещё до рассвета занял означенный редут, сменив, прикрывавший до того работы, 2-й батальон Тифлисского гренадерского полка, который и начал отступать к своему бивуаку. Вслед за занятием редута, майор Рейтер, услыхав страшный крик и сильную перестрелку со стороны Визинкёва к Б. Ягнам, где находился 3-й батальон Тифлисского гренадерского полка и заметив, что масса турецкой пехоты с кавалерией (как потом оказалось 12 таборов пехоты и 800 чел. кавалерии) направляется к нашим позициям на Б. Ягны, майор Рейтер немедленно выдвинул из редута па площадку два орудия и открыл по неприятелю сильный ружейный и артиллерийский огонь, заставивший турок, неожидавших встретить наши войска с этой стороны, изменить направление; вместо Болыпих Ягнов они левым плечом повернули всей массой пехоты на позицию майора Рейтера, а кавалерия их начала объезжать эту позицию слева. Ввиду такого наступления значительно превосходившего численностью неприятеля и жестокого перекрестного артиллерийского огня, открытого с Авлиара и Визинкёва, он послал приказание капитану Барковскому, отступавшему со 2-м батальоном Тифлисского гренадерского полка к своему бивуаку, немедленно вернуться к редуту; двумя ротами этого батальона он занял позицию между редутом и Большими Ягнами, а две остальные роты оставил в резерве. Своевременность принятых им мер не замедлила выказаться на практике, так как неоднократные отчаянные атаки турецкой пехоты и кавалерии были отбиты с большим для турок уроном. Будучи сильно контужен в начале боя осколком гранаты в правое плечо, майор Рейтер не только не оставлял строя, но по прибытии к месту боя бригадного командира генерал-майора фон-Шака, испросив у него разрешение перейти в наступление, он с двумя ротами своего батальона и батальоном Тифлисского гренадерского полка, имея в резерве другой батальон того же полка, немедлено перешёл в наступление, завершившееся полным поражением неприятеля, обратившегося в бегство, причём преследование продолжалось до самого Визинкёва. Трофеями этого молодецкого дела было большое количество патронов и несколько человек офнцеров и солдат взятых в плен. На мест боя неприятель оставил множество тел.
Другие подвиги Рейтерна в этой кампании были вознаграждены орденами Св. Владимира 4-й степени с мечами и бантом (в 1877 году) и Св. Анны 2-й степени с мечами.
24 ноября 1878 года Рейтер был назначен штаб-офицером при Тифлисском комендантском управлении. Находясь на этой должности он получил чины подполковника (29 июня 1880 года) и полковника (15 мая 1883 года) и орден Св. Владимира 3-й степени (в 1886 году).
8 марта 1894 года Рейтер был произведён в генерал-майоры и назначен на должность Тифлисского коменданта, которую занимал до сентября 1904 года, когда вышел в отставку. За это время он 14 апреля 1902 года был произведён в генерал-лейтенанты и получил ордена Св. Станислава 1-й степени (в 1896 году) и Св. Анны 1-й степени (в 1901 году).
Был также награждён иностранными орденами: персидский орден Льва и Солнца 3-й ст. (1863) и 2-й ст. со звездой (1888), бухарский орден Восходящей звезды 3-й ст. (1893) и 1-й ст. (1895). 
Скончался в Тифлисе 27 августа 1903 года. Похоронен в ограде церкви Св.Варвары в Навтлуге.
Его братья Александр и Егор были подполковниками.